# Elvi Svendsen
Elvi Johanne Svendsen (født 8. januar 1920 i København, død 7. februar 2013 i Gladsaxe) var en dansk svømmer, der deltog i de olympiske lege i henholdsvis 1936 og 1948 og var med på holdet, der vandt sølv i 4×100 m fri ved legene i 1948. 
Elvi Svendsen stillede op for IF Sparta. Sammen med blandt andet Ragnhild Hveger, Inge Sørensen og Eva Arndt-Riise var hun en af de meget unge danske svømmere, der fik sit internationale gennembrud ved OL i Berlin i 1936. Hun stod måske lidt i skyggen af nogle af de andre fra generationen, og individuelt måtte hun i 100 m fri nøjes med en fjerdeplads i sit indledende heat i tiden 1.10,3 min, hvilket ikke kvalificerede hende videre. Hun udgjorde sammen med Hveger, Eva Arndt-Riise og Tove Bruunstrøm Madsen (alle fire 15-16 år) stafetholdet i 4×100 m fri, der blev nummer syv.
Da OL skulle finde sted i London i 1948, var hun stadig blot 28 år, og sammen med den jævnaldrende Eva Arndt-Riise var hun alderspræsident på stafetholdet ved OL. I det indledende heat bestod holdet af Arndt-Riise, Svendsen, Fritze Nathansen og Greta Andersen, der med ny olympisk rekord på 4.33,5 kvalificerede sig sikkert til finalen (rekorden stod dog kun få minutter, inden hollænderne slog den med over to sekunder). Svendsen kom dog ikke til at svømme finalen, idet Karen Margrethe Harup blev skiftet ind på hendes plads, og hun var derfor ikke direkte med til at vinde sølvmedaljen.
Elvi Svendsen var svigerdatter til den olympiske bryder Carl Carlsen, og hun blev derfor senere kendt som Elvi Carlsen.